# Roskildska palača
Roskildska palača (dansko Det Gule Palæ i Roskilde), znan tudi kot Roskildski dvorec in kot Rumeni dvorec (dansko Det Gule Palæ), je nekdanji kraljevi baročni dvorec v središču mesta Roskilde na Danskem. Stoji vzhodno od Roskildske stolnice, zdaj pa je tako razstavišče kot pisarna in uradna rezidenca škofa Roskildeja.

## Zgodovina
Roskildska palača je nadomestila škofovsko palačo, ki je na tem mestu stala od srednjega veka. Nova stavba, ki jo je naročil kralj Kristijan VI. Danski, je bila zgrajena kot rezidenca za kraljevo družino, ko je šla skozi mesto ali se udeležila kraljevih pogrebov in drugih slovesnosti v Roskildski stolnici. Lauritz de Thurah, ki je bil angažiran kot kraljevi gradbeni mojster, je bil leta 1733 zadolžen za načrtovanje in palača je bila dokončana leta 1736.
Med angleškim obleganjem Københavna leta 1807 je dvorec služil kot sedež generala Wellesleyja, bodočega vojvode Wellingtona. Kasneje v stoletju je bil prizorišče tako imenovane skupščine stanov (dansko Stænderforsamlingerne for øerne), ključnega dogodka, ki je vodil do sprejetja danske ustave leta 1849.

## Arhitektura
Štirikrilni kompleks, zgrajen v baročnem slogu, v rumeno obarvanem zidu in z rdečimi strešniki, sestavljajo dvonadstropno glavno krilo, dve enonadstropni stranski krili in ukrivljeno vratno krilo, ki se odpira v Stændertorvet. Štiri krila so povezana z ukrivljenimi galerijami.
Pročelje glavnega krila, obrnjeno proti dvorišču, ima pilastre in sredinski rizalit, ki ga na vrhu zaokroža trikotni pediment, okrašen s kraljevim grbom.
Absalonova vrata iz 13. stoletja, ki povezujejo dvorec z apsido Roskildske stolnice, so edini ohranjeni del nekdanje škofovske palače.
- Srednji rizalit palačnega krila
- Dvoriščni pogled na eno od stranskih kril
- Pogled stranskega trakta iz stolnice
- Absalonov lok

## Roskildska palača danes
Od leta 1924 je v enem od kril pisarna in uradna rezidenca škofa Roskildeja. Preostali del kompleksa hrani Roskilde Art Association in Palace Collections. Konec leta 2021 se je Muzej sodobne umetnosti, ustanovljen leta 1991, izselil iz dvorca in ustanovil muzej brez stalne stavbe. Vrtovi in dvorišče dvorca se uporabljajo za razstave, koncerte in druge kulturne prireditve.